# Вебстер (Південна Дакота)
Вебстер (англ. Webster) — місто (англ. city) в США, в окрузі Дей штату Південна Дакота. Населення — 1728 осіб (2020).

## Географія
Вебстер розташований за координатами 45°20′8″ пн. ш. 97°31′18″ зх. д. / 45.33556° пн. ш. 97.52167° зх. д. (45.335439, -97.521606). За даними Бюро перепису населення США в 2010 році місто мало площу 3,87 км², уся площа — суходіл. В 2017 році площа становила 4,20 км², уся площа — суходіл.

## Демографія
Згідно з переписом 2010 року, у місті мешкало 1886 осіб у 878 домогосподарствах у складі 481 родини. Густота населення становила 487 осіб/км². Було 1007 помешкань (260/км²).
Расовий склад населення:
| - 95,1 % — білих - 2,3 % — корінних американців - 0,2 % — чорних або афроамериканців - 0,2 % — азіатів |

До двох чи більше рас належало 1,9 %. Частка іспаномовних становила 0,7 % від усіх жителів.
За віковим діапазоном населення розподілялося таким чином: 22,9 % — особи молодші 18 років, 51,6 % — особи у віці 18—64 років, 25,5 % — особи у віці 65 років та старші. Медіана віку мешканця становила 46,3 року. На 100 осіб жіночої статі у місті припадало 89,9 чоловіків; на 100 жінок у віці від 18 років та старших — 88,8 чоловіків також старших 18 років.
Середній дохід на одне домашнє господарство становив 42 084 долари США (медіана — 29 861), а середній дохід на одну сім'ю — 54 123 долари (медіана — 48 571). Медіана доходів становила 37 432 долари для чоловіків та 23 875 доларів для жінок. За межею бідності перебувало 26,9 % осіб, у тому числі 46,6 % дітей у віці до 18 років та 16,9 % осіб у віці 65 років та старших.
Цивільне працевлаштоване населення становило 853 особи. Основні галузі зайнятості: освіта, охорона здоров'я та соціальна допомога — 23,1 %, роздрібна торгівля — 21,8 %, виробництво — 8,3 %, сільське господарство, лісництво, риболовля — 8,1 %.

### Персоналії
- Брок Леснар (н. 1977) — американський спортсмен, володар титулу Всеамериканський борець.